# Когда приходит сентябрь
«Когда приходит сентябрь» (другое название — «Приходи в сентябре»; англ. Come September) — романтическая комедия 1961 года, режиссёра Роберта Маллигана.

## Сюжет
Каждый год в сентябре успешный нью-йоркский бизнесмен Роберт Тэлбот (Рок Хадсон) приезжает на свою виллу в Италии, чтобы отдохнуть и провести время со своей римской подругой Лизой (Джина Лоллобриджида). Но однажды, когда Тэлбот появляется без предупреждения в июле, его ждёт огромный сюрприз! Выясняется, что последние 6 лет его прохиндей-мажордом на время его отсутствия всякий раз устраивал из частной виллы гостиницу. На момент неожиданного появления хозяина в мнимой гостинице проживает компания юных американок, а вскоре появляются и четверо парней, путешествующих студентов. Хозяин без церемоний выпроваживает студентов, но они разбивают палатку рядом с виллой и принимаются ухаживать за девушками. Пытаясь взять ситуацию под контроль, Тэлбот легко разрушает все козни парней, но при этом теряет своё право на частную жизнь, а затем и свою подружку. Однако в конце все недоразумения разъясняются, и следует традиционный хеппи-энд.

## Музыка
Песни Multiplication, а также главную тему к фильму Come September, исполняет известный американский певец и актёр Бобби Дарин.

## В ролях
- Рок Хадсон — Роберт Л. Тельбот
- Джина Лоллобриджида — Лиза Хелена Феллини
- Сандра Ди — Сэнди Стивенс
- Бобби Дарин — Тони
- Уолтер Слезак — Морис Клевелл
- Бренда Де Банзи — Маргарет Эллисон
- Розанна Рори — Анна
- Рональд Ховард — Спенсер
- Джоэл Грей — Бигл
- Ронни Харан — Спэрроу
- Крис Сеитз — Ларри
- Синди Конрой — Джулия
- Джоан Фримэн — Линда
- Нэнси Андерсон — Патрисия
- Майкл Иден — Рон
- Клаудия Брэк — Кэрол
- Милена Вукотич — Мелинда (в титрах не указана)